# Аодзиру
Аодзиру (яп. 青汁, буквально «зелёный сок») — японский овощной напиток из капусты кале или других зелёных овощей, богатый витаминами. Иероглиф 青 («ао») в современном японском языке означает синий или сине-зелёный цвет, он также используется для обозначения зелёной растительности. Свежеприготовленный из овощей или растворимого порошка напиток употребляется как биологически активная добавка.

## История
Аодзиру был разработан в октябре 1943 года армейским врачом Ниро Эндо (яп. 遠藤仁郎 эндо: ниро:). Эндо экспериментировал с соками, извлечёнными из непригодных в пищу листьев различных овощей в попытке дополнить для своей семьи скудный рацион военного времени. Он был уверен, что при помощи напитка ему удалось вылечить сына от пневмонии, а жену от нефрита. Эндо пришёл к выводу, что главным ингредиентом целительного напитка явилась кудрявая капуста (кале).
Популяризацией аодзиру занялась в 1983 году компания Q’SAI (яп. キューサイ кю:саи), начавшая продавать аодзиру, приготовленный из высушенной измельчённой кудрявой капусты и воды в качестве пищевой добавки. При производстве напитка использовался метод сушки сока зелени, изобретённый японским исследователем полезных свойств ячменя Ёсихидэ Хагиварой. Популярность напитка резко выросла после 2000 года, когда массовыми продажами занялась косметико-фармацевтическая фирма «Fancl». Многие японские компании производят свои варианты аодзиру, как правило, на основе кале, листьев молодого ячменя, комацуны (японской шпинатной горчицы), японского дягиля (дудник кейский или аситаба). Рынок аодзиро в 2005 году составил более 500 млн долларов. Значительная часть аодзиру реализуется посредством сетевого маркетинга.
- Белки — 100 мг
- Фосфор — 30 мг
- Калий — 289 мг
- Кальций — 146 мг
- Каротиноиды — 1,05 мг
- Витамин A — 580 IU
- Витамин C — 196 мг
- Витамин E — 0,4 мг
- Клетчатка — 200 мг
- Вода — 96 %

## Пищевая ценность
Аодзиру богат витаминами и минералами и широко применяется как биологически активная добавка в диетическом питании, косметологии и в дополнение к медикаментозному лечению. Сок имеет антиоксидантные свойства, нормализует пищеварение, улучшает состояние больных диабетом, снижает остроту проявления аллергических реакций. Доказано положительное влияние аодзиру на клеточный иммунитет. Порция аодзиру содержит столько же кальция, сколько одна бутылка молока, по содержанию витамина C эквивалентна трём помидорам, а витамина A — пяти. Две порции по 180 мл полностью удовлетворяют дневную потребность в витаминах и минералах.
Вкус аодзиру настолько неприятен, что в японских телевизионных конкурсах в качестве общепринятого штрафа заставляют выпить стакан этого напитка. Производители принимают меры к улучшению оригинального горького вкуса аодзиру.

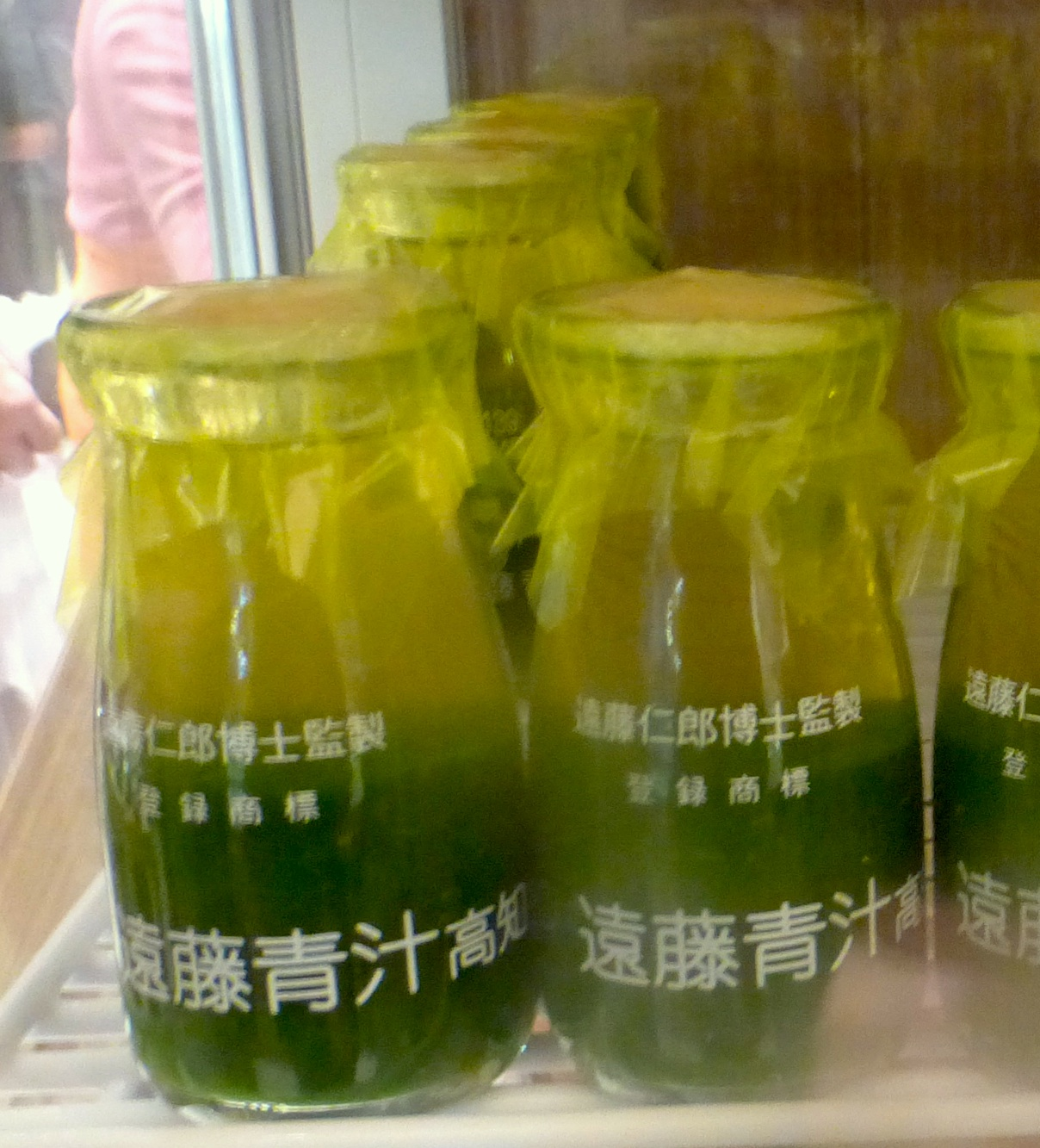
Аодзиру в бутылках